# Títulos da Seleção Brasileira de Futebol
Neste artigo, encontram-se listados todos os títulos da Seleção Brasileira de Futebol.

## Seleção principal

### Títulos oficiais
| Mundiais          | Mundiais                 | Mundiais | Mundiais                                              |
|                   | Competição               | Vezes    | Ano                                                   |
| ----------------- | ------------------------ | -------- | ----------------------------------------------------- |
|                   | Copa do Mundo            | 5        | 1958, 1962, 1970, 1994 e 2002                         |
| Intercontinentais |                          |          |                                                       |
|                   | Competição               | Vezes    | Ano                                                   |
|                   | Copa das Confederações   | 4        | 1997, 2005, 2009 e 2013                               |
|                   | Campeonato Pan-Americano | 2        | 1952 e 1956                                           |
| Continentais      |                          |          |                                                       |
|                   | Competição               | Vezes    | Ano                                                   |
|                   | Copa América             | 9        | 1919, 1922, 1949, 1989, 1997, 1999, 2004, 2007 e 2019 |

Seleção olímpica
| Eventos multiesportivos | Eventos multiesportivos | Eventos multiesportivos | Eventos multiesportivos |
|                         | Competição              | Vezes                   | Ano                     |
| ----------------------- | ----------------------- | ----------------------- | ----------------------- |
|                         | Jogos Olímpicos         | 2                       | 2016 e 2020             |
|                         | Jogos Olímpicos         | 3                       | 1984, 1988 e 2012       |
|                         | Jogos Olímpicos         | 2                       | 1996 e 2008             |
|                         | Jogos Pan-Americanos    | 4                       | 1963, 1975, 1979 e 1987 |
|                         | Jogos Pan-Americanos    | 2                       | 1959 e 2003             |
|                         | Jogos Pan-Americanos    | 2                       | 1983 e 2015             |

Legenda
 Campeão invicto

### Títulos amistosos
| Torneios amistosos | Torneios amistosos                      | Torneios amistosos | Torneios amistosos                             |
|                    | Competição                              | Vezes              | Ano                                            |
| ------------------ | --------------------------------------- | ------------------ | ---------------------------------------------- |
| /                  | Copa Roca                               | 8                  | 1914, 1922, 1945, 1957, 1960, 1963, 1971, 1976 |
| /                  | Taça Oswaldo Cruz                       | 8                  | 1950, 1955, 1956, 1958, 1961, 1962, 1968, 1976 |
| /                  | Copa Rio Branco                         | 7                  | 1931, 1932, 1947, 1950, 1967, 1968, 1976       |
| /                  | Taça Bernardo O'Higgins                 | 4                  | 1955, 1959, 1961, 1966                         |
| /                  | Taça do Atlântico                       | 3                  | 1956, 1960, 1976                               |
| /                  | Superclássico das Américas              | 3                  | 2011, 2012, 2014                               |
| /                  | Taça Rodrigues Alves                    | 2                  | 1922, 1923                                     |
| /                  | Copa Confraternidad                     | 1                  | 1923                                           |
| Brasil             | Taça Independência                      | 1                  | 1972                                           |
| Estados Unidos     | Torneio Bicentenário dos Estados Unidos | 1                  | 1976                                           |
| Colômbia           | Mundialito de Cáli                      | 1                  | 1977                                           |
| Irã                | Troféu Coroa do Príncipe                | 1                  | 1978                                           |
| Inglaterra         | Taça Inglaterra-Brasil                  | 1                  | 1981                                           |
| /                  | Taça Stanley Rous                       | 1                  | 1987                                           |
| Austrália          | Torneio Bicentenário da Austrália       | 1                  | 1988                                           |
| Portugal           | Torneio da Amizade                      | 1                  | 1988                                           |
| /                  | Copa Teixeira                           | 1                  | 1990                                           |
| Estados Unidos     | Amistad Cup                             | 1                  | 1992                                           |
| Inglaterra         | Copa Umbro                              | 1                  | 1995                                           |
| Argentina          | Copa 50º Aniversário do Jornal Clarín   | 1                  | 1995                                           |
| África do Sul      | Nelson Mandela Challenge                | 1                  | 1996                                           |
| Hong Kong          | Carlsberg Cup                           | 1                  | 2005                                           |
| Arábia Saudita     | Super Clásico Championship              | 1                  | 2018                                           |
| Japão              | 2022 Kirin Challenge Cup                | 1                  | 2022                                           |

## Seleção Brasileira de Acesso
- Campeonato Sul Americano de Acesso[nota 1]: 2 (1962 e 1964)

## Títulos da base

### Seleção Sub-23
- Pré-Olímpico Sul-Americano Sub-23: 7 (1968; 1972; 1976; 1984; 1988; 1996 e 2000)
- Copa das Nações (Estados Unidos): 1 (1988)

### Seleção Sub-20
- Copa do Mundo Sub-20: 5 (1983; 1985; 1993; 2003 e 2011)
- Campeonato Sul-Americano Sub-20: 11 (1974; 1983; 1985; 1988; 1991; 1992; 1995; 2001; 2007; 2009; 2011 e 2023)
- Medalha de bronze nos Jogos Sul-Americanos: 1 (1986).
- Torneio Internacional de Toulon (França): 9 (1980, 1981, 1983, 1995, 1996, 2002, 2013, 2014 e 2019[5])
- Torneio Internacional de Futebol Sub-20 de L'Alcúdia (Espanha): 3 (1990, 2002 e 2014)
- Torneio da Malásia: 2003
- Copa do Rei (Tailândia): 1999

### Seleção Sub-19
- Copa Sendai: 2003, 2005, 2006, 2008, 2009, 2010

### Seleção Sub-18
- Taça de Cannes: 1971, 1972, 1973, 1974.

### Seleção Sub-17
- Copa do Mundo Sub-17: 4 (1997; 1999, 2003 e 2019)
- Campeonato Sul-Americano Sub-17: 12 (1988, 1991, 1995, 1997, 1999, 2001, 2005, 2007, 2009, 2011, 2015, 2017)
- Torneio Internacional de Montaigu (França): 2 (1984 e 2022)
- Copa 2 de Julho: 3 (2009, 2010 e 2013)

### Seleção Sub-15
- Campeonato Sul-Americano Sub-15: 5 (2005; 2007, 2011 e 2015, 2019[6])
- Copa TDK (Japão): 1 (1986)